# 救世軍中原慈善基金學校
救世軍中原慈善基金學校（英語：The Salvation Army Centaline Charity Fund School）的前身是位於香港東區杏花邨的救世軍韋理夫人紀念學校下午校，更前身為救世軍光慈學校下午校。由於要轉辦全日制，此校於2008年分拆至現址，至於其上午校在杏花邨原址則轉辦全日制。
由於此校及韋理夫人紀念學校收生均告不足，救世軍港澳軍區於2023年中決定將兩校重新合併。因此，救世軍中原慈善基金學校會於2024/25學年起重新併入救世軍韋理夫人紀念學校，並會於2026/27學年起停辦。

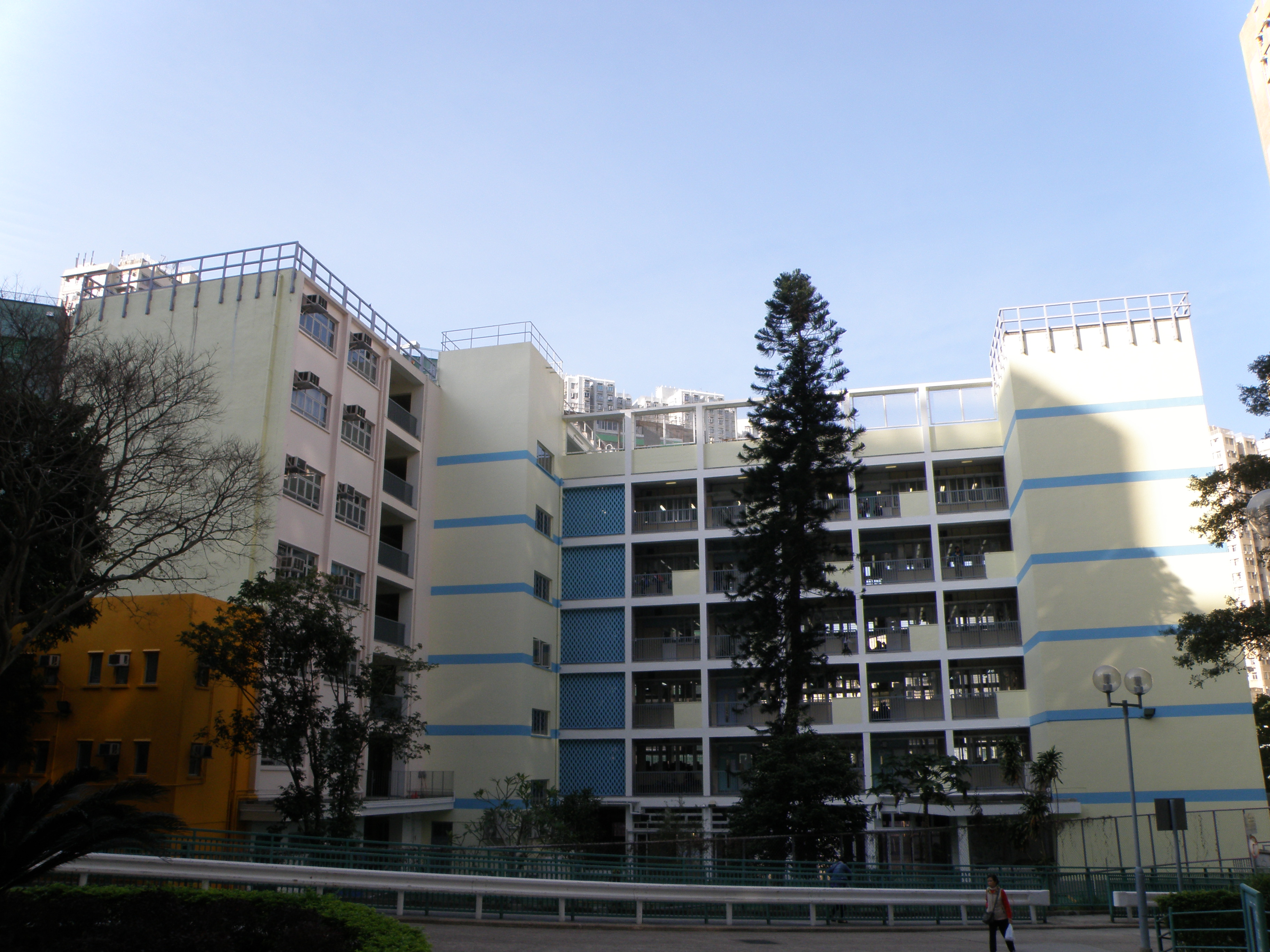
校舍南面

## 簡介
救世軍中原慈善基金學校是位於柴灣華廈街的一所全日制小學，該校校舍為柴灣官立小學舊址。校舍於官校停辦後，先後由前香港紅卍字會柴灣卍慈中學、前勵志會馮瑞璋紀念小學及前保良局總理聯誼會第一小學使用。其後經過翻新改建，分配予同區的救世軍韋理夫人紀念學校作分拆之用，並在2008年9月1日起遷入現址開課。現時共有17班，每班有學生20-35人。校內設備由中原慈善基金捐獻300萬，所以校名以中原慈善基金命名。

## 歷任校長
- 朱少貞 女士（2008年-2009年，首任全日制校長）
- 黃順娥 女士（2009年-2021年；曾出任半日制校長）
- 黃清思 女士（2021年-2023年）
- 鄧世豪 先生（2023年2月起，現任校長）

## 外部連結
- 救世軍中原慈善基金學校 （页面存档备份，存于）

1. ↑  . 香港01. 2023-05-04  [2023-05-04].